# Bathyctena
Bathyctena is een geslacht van ribkwallen uit de klasse van de Tentaculata.

## Soorten
- Bathyctena chuni (Moser, 1909)
- Bathyctena latipharyngea (Dawydoff, 1946)